# Friedrich Matthias von Syberg

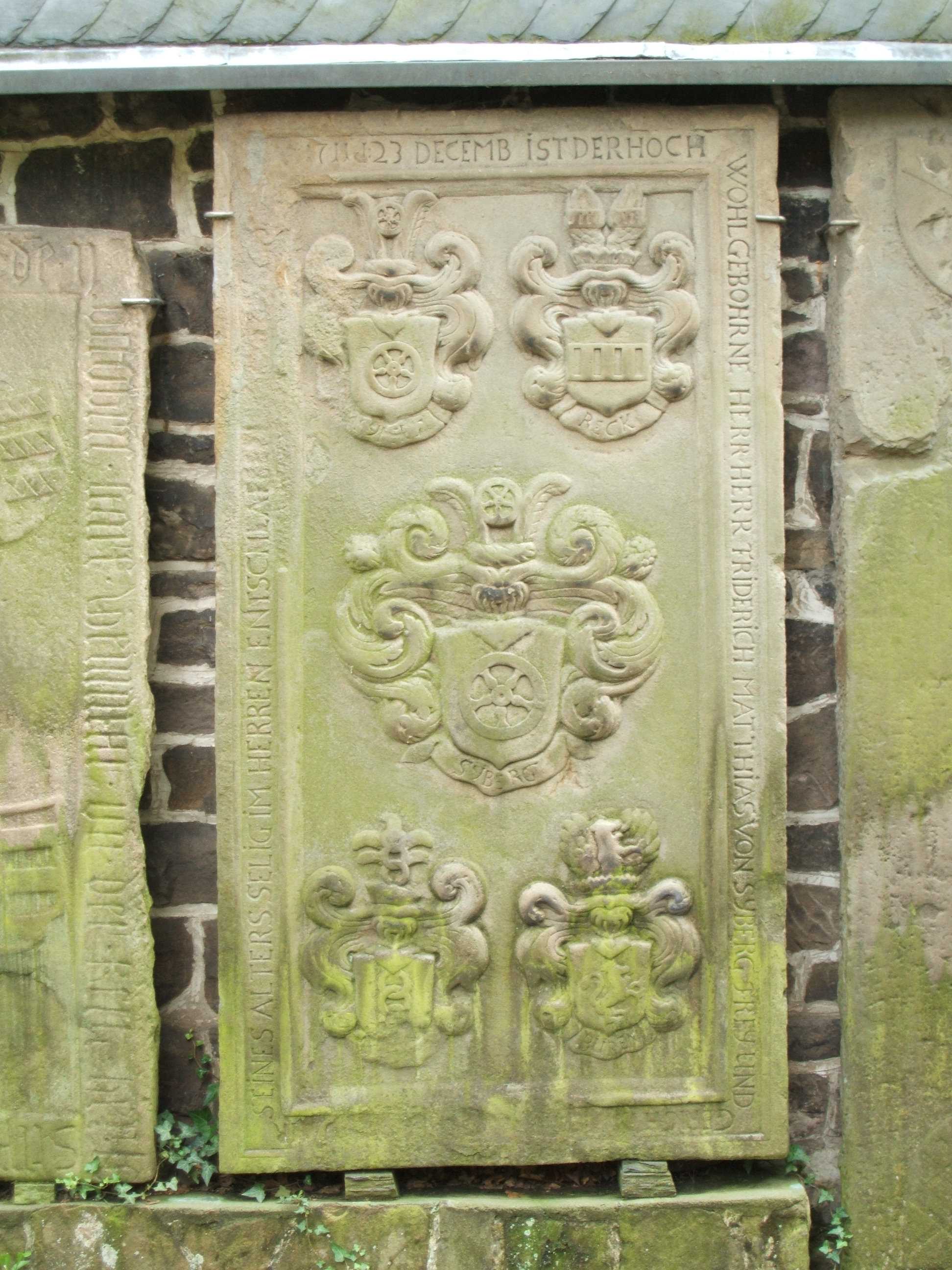
Grabstein Friedrich Matthias von Syberg

Friedrich Matthias von Syberg (* 1646; † 23. Dezember 1711), zweiter Sohn und Erbe von Johann Georg von Syberg und seiner Gemahlin Sybilla Arnolda von der Recke (1622–1660), war Herr zu Haus Kemnade und Gerichtsherr über Stiepel.

## Leben
Nachdem Syberg im Jahr 1690 das Erbe in einem Rechtsstreit zugesprochen bekommen hatte, wirtschaftete er sparsam und erfolgreich.
Im Jahr 1683 hatte er sich mit Anna Christina, Tochter von Johann Diedrich von Syberg zum Cleff, vermählt, die ihm drei Töchter schenkte. Seine zweite Gattin war Christina Isabella, geborene von Romberg zu Massen und Töddinghausen. 
Er verstarb 1711. Die Inschrift auf seinem Grabstein auf dem Kirchhof der Stiepeler Dorfkirche lautet: 
Anno 1711 de 23. Decemb. ist der hochwohlgebohrene Herr Friederich Mathias von Syberg Frey und Gerichts(herr) im 65. Jahr seines Alters selig im Herren entschlafen.
Das Sybergsche Wappen in der Mitte und oben links symbolisieren ein goldenes fünfspeichiges Rad auf schwarzem Schild. Die adlige Herkunft belegen ferner die Wappen von der Reck(e) (ein mit drei roten Pfählen belegter silberner Balken auf blauem Grund), von Neuhoff (im Schild drei Kettenringe) und von Büren (im Schild ein springender Löwe).
Er hinterließ seinem 14-jährigen, noch unmündigen ältesten Sohn, dem Freiherrn Johann Friedrich von Syberg, die Herrlichkeit Stiepel und Haus Kemnade, seinem zweiten Sohn Johann Georg das Gut Wischelingen, das diesem von seinem kinderlosen Onkel Dietrich Wilhelm Abraham von Syberg zu Wischelingen als Erbe zugesichert worden war.